# Posener Bamberger

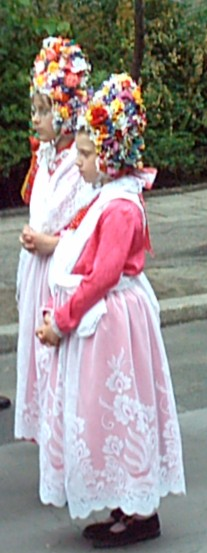
Mädchentracht mit Kornett

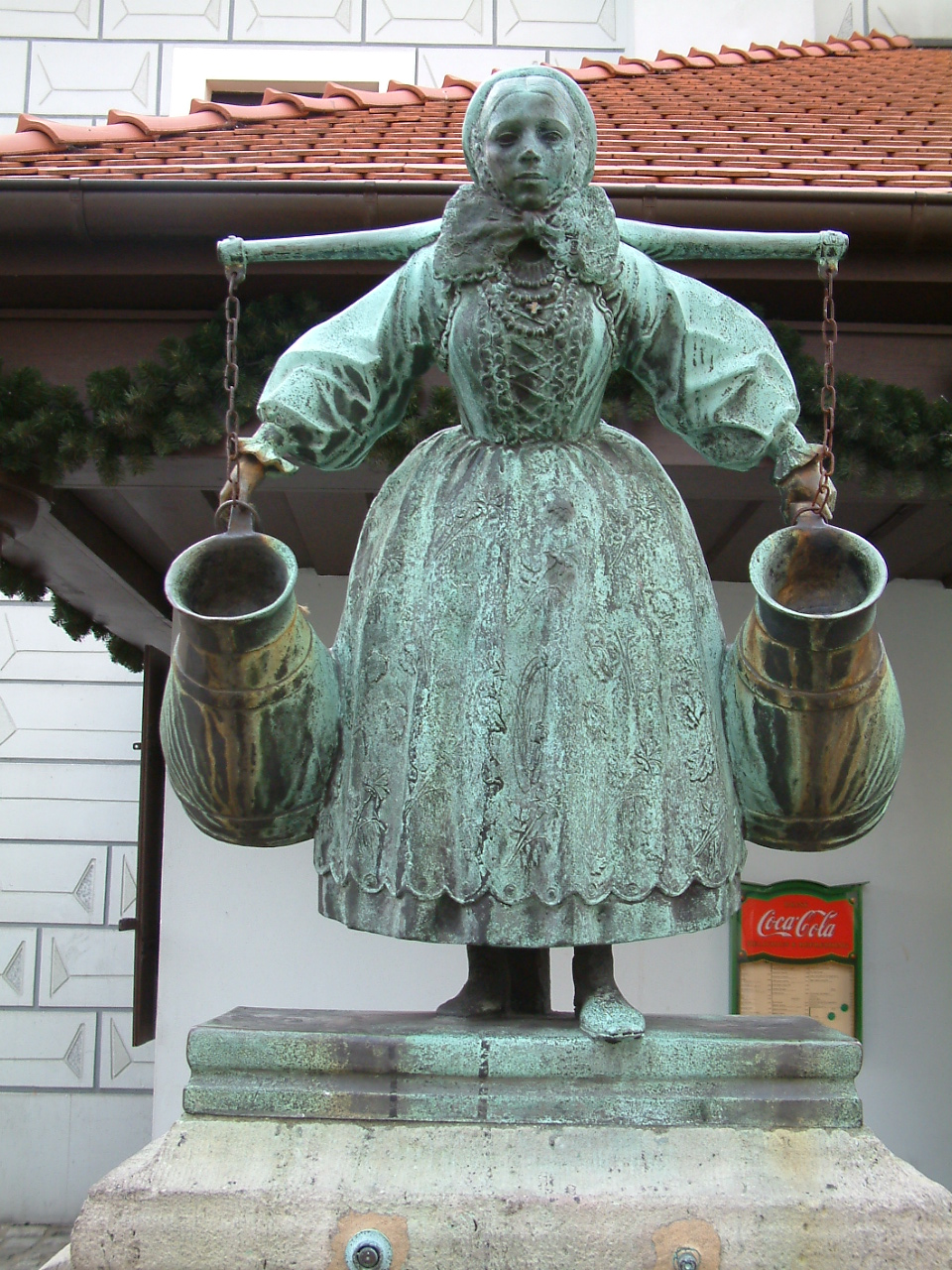
Die Brunnenfigur „Bamberka“ trägt eine Volkstracht aus Czarnków

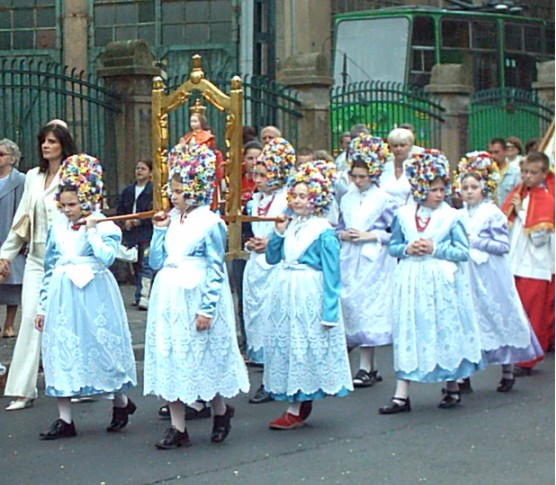
„Bamberki“ während der Fronleichnamsprozession in Jeżyce

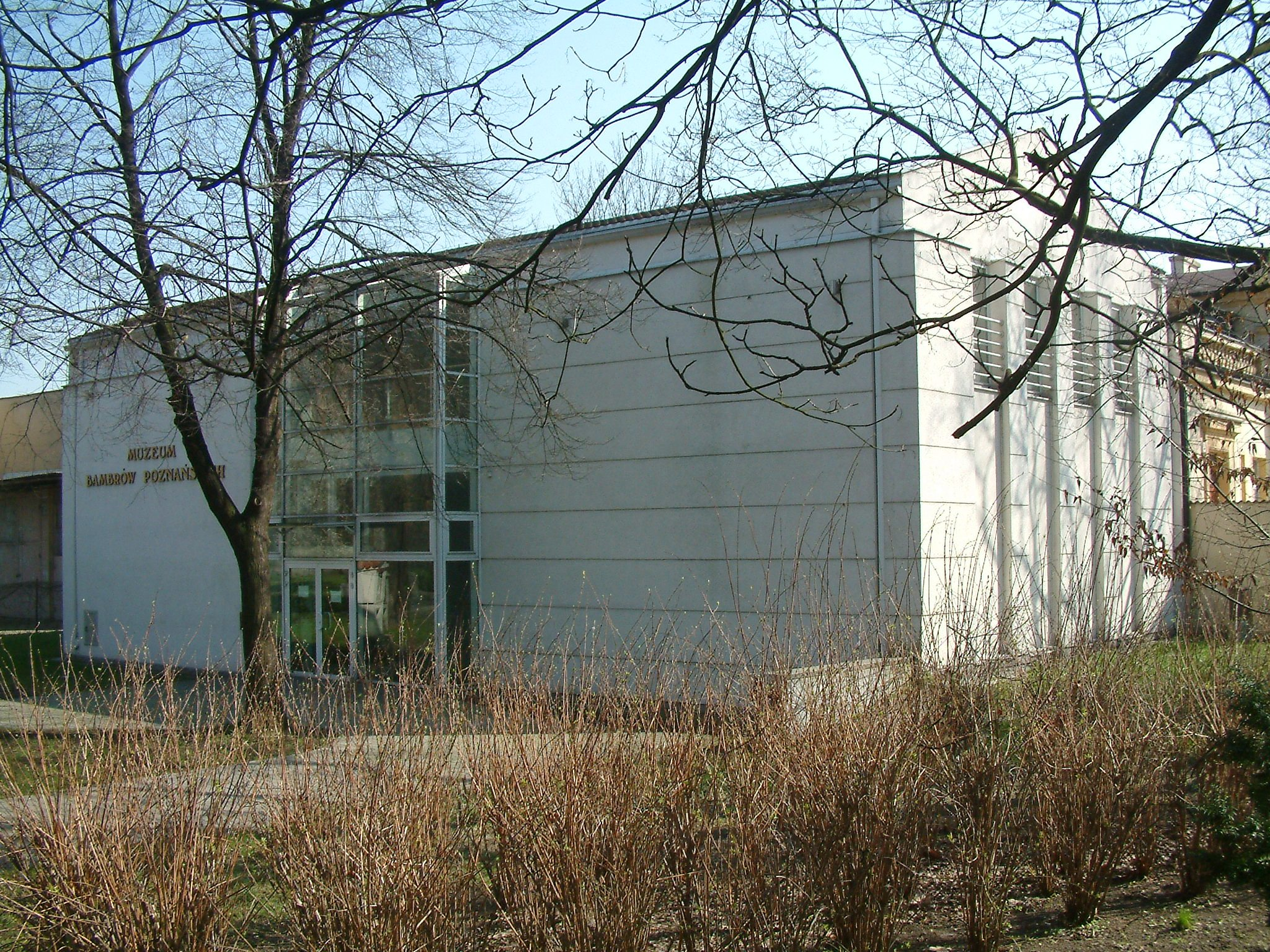
Das Posener Bamber-Museum

Die Posener Bamberger (im Posener Dialekt „Poznańskie bambry“, auch „Bambrzy“) sind die in der Umgebung von Posen lebenden Nachkommen der Siedler aus dem Gebiet des fränkischen Bambergs.
In der ersten Hälfte des 18. Jahrhunderts wurde die ländliche Bevölkerung in der Umgebung von Posen wegen des Großen Nordischen Krieges und der nachfolgenden Seuchen dezimiert. Die Felder lagen brach. Die Posener Ratsherren beschlossen, Siedler aus der Umgebung von Bamberg in Oberfranken zu holen und ihnen den Ackerbau anzuvertrauen. Sie wurden in Luboń (1719), in Dębiec, Bonin, Jeżyce und Winiary (1730), in Rataje und Wilda (1746–1747) sowie abermals in Jeżyce und Górczyn (1750–1753) angesiedelt. Es wurden nur Siedler römisch-katholischen Glaubens angenommen. Insgesamt waren es etwa 500 Einwanderer in 100 Familien.
Die Siedler gewannen immer mehr Anerkennung bei den Polen. Anfangs gab es Sprachschwierigkeiten, besonders in der Kirche. Zwar wurden die Messen in Latein gehalten, aber bei der Beichte und den Predigten gab es Probleme. Nur in der Franziskanerkirche gab es deutschsprachige Messen. In der nächsten Generation wurden die Kinder zweisprachig erzogen, und es gab immer mehr Mischehen. Die Polen nannten ihre deutschstämmigen Nachbarn kurz „Bamber“ (Mehrzahl „Bambrzy“). Die Siedler verdankten ihren Wohlstand ihrem Fleiß und harter Arbeit.
Mit der Zeit assimilierten sich die Bamberger immer mehr, behielten aber ihre deutschen Familiennamen und deutschen Volkstrachten. Während des Kulturkampfes protestierten sie als Katholiken gegen die zwangsweise Germanisierung ihrer polnischen Nachbarn.
Nach 1918 blieben sie im wiedergeborenen Polen und wurden loyale Staatsbürger. Unter der Naziherrschaft weigerten sie sich, die Deutsche Volksliste zu unterzeichnen. Viele von ihnen wurden in Konzentrationslager verschleppt.
Nach 1945 wurden sie von den Behörden mit Misstrauen wegen ihrer Kontakte mit den Verwandten in der Bundesrepublik betrachtet. Erst nach der 1989er Wende fielen alle Vorurteile. Die „Bambry“ sind geschätzte Mitbürger, der „Bamber“ Tomasz Kayser wurde zum stellvertretenden Bürgermeister von Posen gewählt.
Am Alten Marktplatz steht ein Brunnen mit der Figur einer „Bamberka“, gefertigt 1915 von Joseph Wackerle. Das Werk hat der Weinhändler Leopold Goldenring finanziert. An Festtagen sind die Frauen in bunten Volkstrachten zu sehen. Besonders auffallend sind die Kornetts, prachtvolle hohe Kopfbedeckungen der jungen Frauen. Auch mehrschichtige Röcke sind typisch für die „Bamber-Mode“.
Die Posener Bamber haben ihren „Posener Bamberger-Verein“ (Towarzystwo Bambrów Poznańskich) gegründet.
Im Jahr 2003 wurde in Posen das „Museum des Posener Bamber“ errichtet. Seine Leitung übernahm Maria Paradowska.